# Sparrowia subcruciformis
Sparrowia subcruciformis är en svampart som beskrevs av Dogma 1971. Sparrowia subcruciformis ingår i släktet Sparrowia och familjen Chytridiaceae.   Inga underarter finns listade i Catalogue of Life.